# Rőt hengercincér
A rőt hengercincér (Obrium cantharinum) a cincérfélék családjába tartozó, Eurázsiában honos, lombos fákon élő bogárfaj. 

## Megjelenése
A rőt hengercincér testhossza 5,5-10 mm. Az előtor nagyjából téglalap alakú, de hátsó pereme kissé keskenyebb, oldalaiból egy-egy bütyök áll ki; a szárnyfedők oldalvonalai kb. harmadukig párhuzamosak, majd kiszélesednek. Színe vörösessárga, lábai és csápjai általában sötétebbek, barnák vagy feketék. Homloka a szemek között nagyon keskeny, hosszanti középbarázdája elenyésző, fekete szemei erősen kiállók, domborúak. Szárnyfedői domborúak, durván pontozottak, a pontozás egyenletes, és csak a vége felé elmosódott, fényes. A mellvég oldallemeze fényes, sima, se nem pontozott, se nem szőrös. 

## Elterjedése és életmódja
Eurázsiában honos, a Pireneusoktól Szibériáig. A Brit-szigetekről kipusztult. Magyarországon szórványosan fordul elő, többek között Budapest, Csepel, Kalocsa, Ágasegyháza, Debrecen, Makó, Sopron, Bátorliget környékén ismertek állományai.
Lárvája különféle idős lombos fák (elsősorban nyár, de tölgy, nyír, fűz, alma, berkenye, akác, vadrózsa stb.) elhalt vagy elhalóban lévő ágaiban, vékonyabb törzseiben (0,5-20 cm átmérő között) fejlődik. A kéreg alatt rágva a szijácsba mélyen behatoló, hosszanti galériákat készít, amelyet sűrűn megtölt finom rágcsáléka. Két telelés után tavasszal a fában horog alakú bábkamrát készít és bebábozódik. Az imágó április végétől augusztusig rajzik. Este és éjszaka aktív, a mesterséges fény vonzza. Többnyire a tápnövényen vagy virágzó cserjéken, bokrokon tartózkodik. 

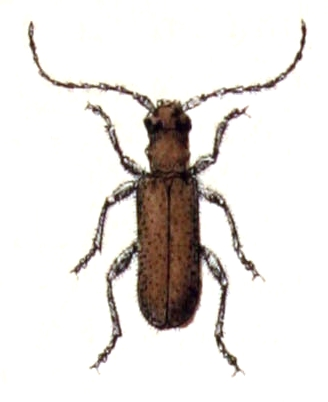
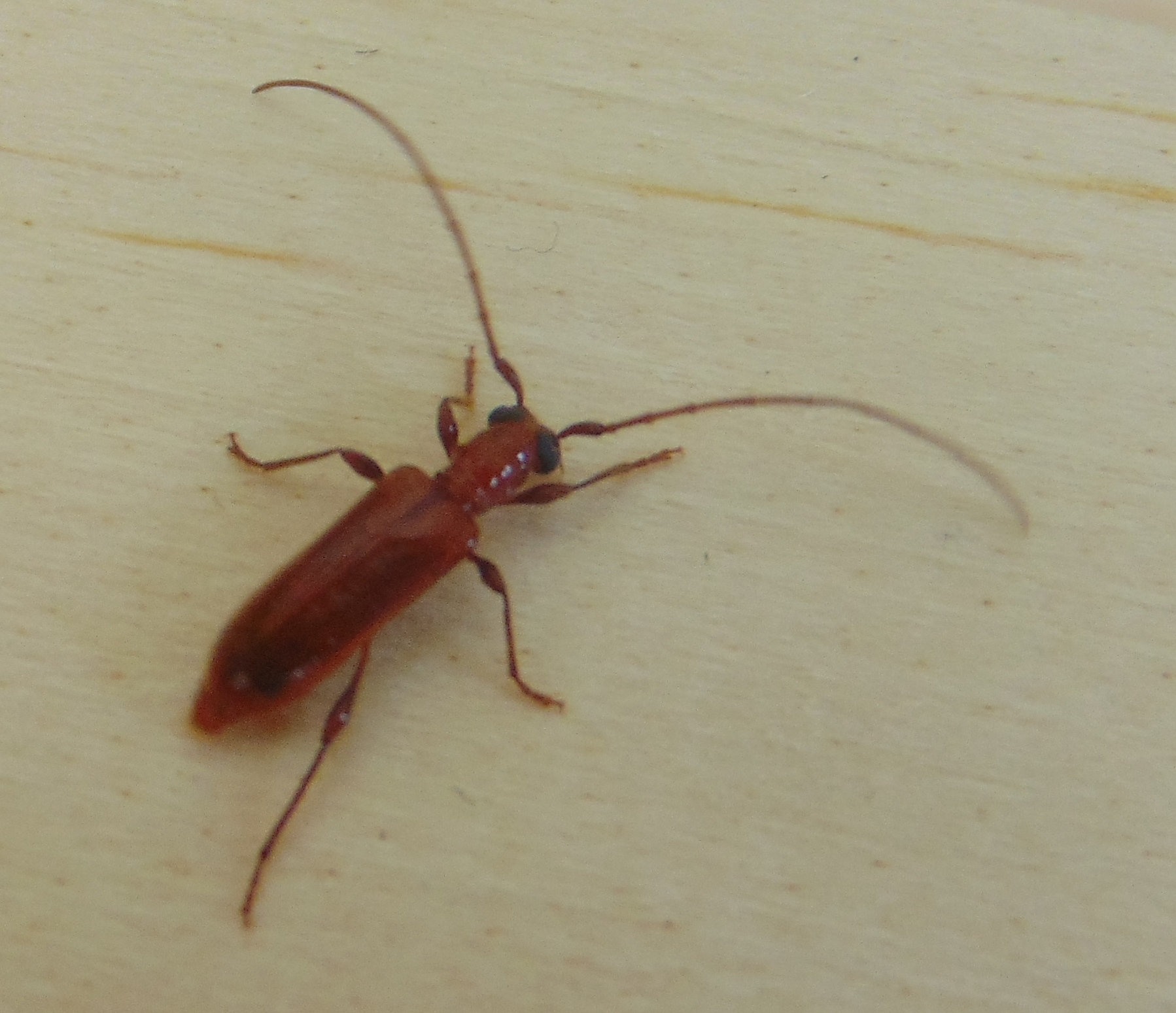
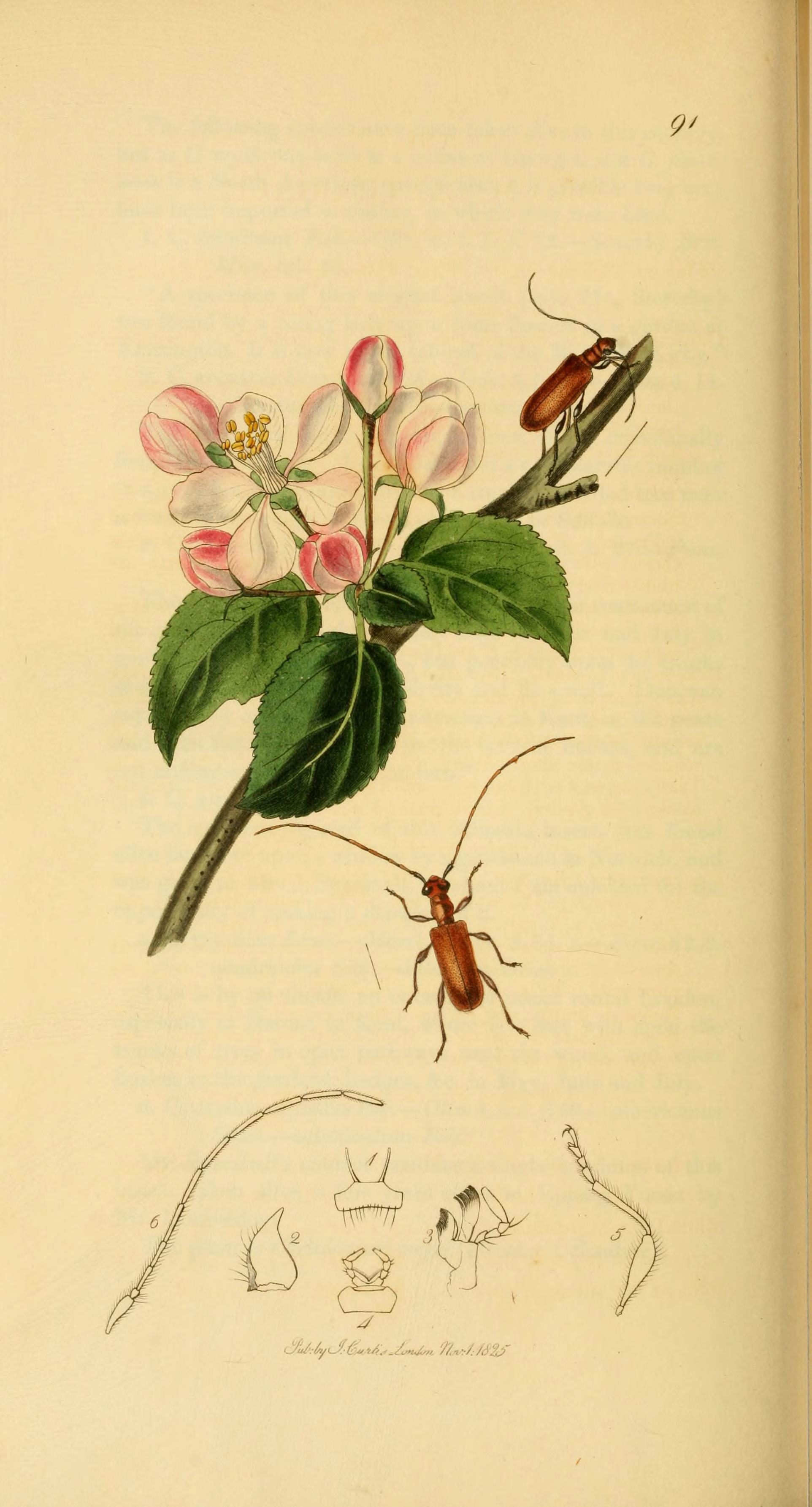

Magyarországon nem védett.